# Un alibi perfetto
Un alibi perfetto (Beyond a Reasonable Doubt) è un film del 2009 diretto da Peter Hyams.
Il film è un remake del film L'alibi era perfetto, diretto nel 1956 da Fritz Lang, ed è stato distribuito in Italia da Medusa a partire dal 13 novembre 2009.

## Trama
C.J. Nicholas è un giornalista che, per non perdere il posto, vuole fare un servizio che possa risollevargli la carriera. A questo scopo decide di dimostrare che gli ultimi processi vinti dal procuratore distrettuale Mark Hunter sono frutto di corruzione e falsificazione di prove. Per dimostrare la sua tesi decide, assieme al suo assistente Corey, di farsi arrestare per l'omicidio di una prostituta. Dalla lettura del rapporto della polizia sul caso, scoprono alcuni particolari rilevanti: l'assassino indossava pantaloni sportivi e un cane Jack-Russell che gli aveva morso una gamba. Inoltre erano state trovate le impronte di una scarpa da tennis Montalvo e l'arma del delitto era un coltello a serramanico.
C.J. e Corey comprano perciò un coltello in un negozio di armi, un paio di scarpe Montalvo, una tuta e maschera da sci e un Jack-Russell. Messi assieme vari indizi apparentemente contro C.J. (il tutto documentato da Corey con una videocamera), il giornalista si fa arrestare per guida in stato di ebbrezza, attirando le attenzioni della polizia. Il detective Nickerson, notate le scarpe Montalto in possesso di Nicholas, ottiene un mandato di perquisizione per la casa di C.J. e, trovate le apparenti prove, lo arresta.
Durante il processo si scopre che l'accusa ha ritrovato DNA di C.J. sul luogo del delitto; C.J. affronta così Hunter e lo accusa di aver falsificato le prove, ma non viene creduto. Corey, come da accordo con il collega, recupera il DVD con il filmato che prova l'innocenza di C.J., ma viene ucciso da Merchant, un detective corrotto al soldo di Hunter.
C.J. a questo punto è incapace di portare le prove della sua innocenza e viene condannato a morte.
Ella Crystal, fidanzata di C.J  e che lavora  per Hunter, va a trovarlo in carcere e apprende la verità. Così accetta di aiutarlo e inizia a indagare, scoprendo altre manomissioni delle prove fatte da Hunter. Mentre Ella si trova in un garage, è inseguita da Merchant che tenta di investirla con la macchina, ma il detective Nickerson riesce a salvarla, uccidendo Merchant a colpi di pistola. Hunter viene arrestato e C.J. liberato. Giorni dopo, tuttavia, Ella vede in televisione la foto della prostituta assassinata. Nota che sulle  mani si vedono dei tatuaggi uguali a quelli di una donna su cui C.J. aveva costruito un servizio televisivo basato su una storia inventata. Scopre così che la donna aveva poi iniziato a ricattarlo e perciò lui l'aveva uccisa, montando il caso contro Hunter per assicurarsi l'assoluzione.